# Leslie Claudius
Leslie Claudius   (Bilaspur, 25 de març de 1927 - Calcuta, 20 de desembre de 2012) fou un jugador d'hoquei sobre herba indi, guanyador de quatre medalles olímpiques.

## Biografia
Va néixer el 25 de març de 1927 a la ciutat de Bilaspur, població situada a l'actual província d'Uttar Pradesh, que actualment forma part de l'Índia però que en aquells moments formava part de l'Imperi Britànic. Va morir el 20 de desembre de 2012 a Calculta.

## Carrera esportiva
Va participar, als 21 anys, en els Jocs Olímpics d'Estiu de 1948 celebrats a Londres (Regne Unit), on aconseguí guanyar la medalla d'or en la prova masculina d'hoquei sobre herba al derrotar a la final el combinat britànic. En els Jocs Olímpics d'Estiu de 1952 realitzats a Hèlsinki (Finlàndia) i els Jocs Olímpics d'Estiu de 1956 realitzats a Melbourne (Austràlia) aconseguí novament el títol olímpic. En els Jocs Olímpics d'Estiu de 1960 realitzats a Roma (Itàlia) aconseguí guanyar la medalla de plata en aquesta competició al perdre la final davant l'equip pakistaní.